# Caserma Santa Barbara
La Caserma Santa Barbara è una caserma dell'Esercito Italiano (nota anche come La Perrucchetti) situata nel quartiere di Baggio, nella città di Milano.
La caserma è situata in piazzale Perrucchetti 1, motivo del suo secondo appellativo, ed è proprietà dello Stato Italiano.

## Storia
La caserma, progettata dal genio militare italiano, viene inaugurata nel 1931 da Vittorio Emanuele III, nata come sede del Reggimento Artiglieria a Cavallo “Voloire” dell'esercito italiano, che ha ospitato fino al 2016. Lo scopo della realizzazione consisteva nel sostituire la precedente sede del reggimento, la caserma “Principe Eugenio”, per fare spazio all'attuale Palazzo di Giustizia di Milano, nell'ambito del piano di spostamento delle caserme dal centro città alla periferia.
Dal 1934 al 1964 viene ospitato anche il 27º Reggimento Artiglieria Pesante Campale “Marche”, proveniente dalla caserma San Vittore e poi trasferitosi ad Udine.
Dal 1974 sino ad oggi, divenne sede del 1º Reggimento Trasmissioni, che si occupa dei collegamenti del Comando e Controllo (C2) al Corpo d'Armata di Reazione Rapida a guida italiana della NATO (NRDC-ITA), di stanza a Solbiate Olona, in provincia di Varese.
L'11 ottobre 2009 la caserma è stata luogo di un attentato kamikaze compiuto da un cittadino libico, che fece esplodere una valigetta contenente 2 kg di esplosivo realizzata da un complice, causando il suo stesso grave ferimento e altri due feriti militari.

## Architettura
La caserma occupa 165.000 mq, racchiusi in un muro perimetrale dotato di filo spinato, e si compone di 26 edifici e ampio spazio verde. Lo stile dell'edificio principale richiama l'architettura classica e mantiene uno stile austero. Gli spazi si compongono di un maneggio al coperto, con palco reale, e di una piazza d'armi di circa 36 ettari ad uso addestramento guida mezzi.
Sul cancello principale di via Chinotto, in ferro battuto, è presente il nodo savoia e le lettere E ed S (Eugenio di Savoia), a ricordare l'originale Caserma Principe Eugenio che andava a sostituire.
È presente traccia anche del passaggio del 27º Reggimento Artiglieria Pesante Campale “Marche”, con la presenza del motto “IGNI FERROQUE TONANTES”.

## Uso
La caserma è oggi sede del 1º Reggimento Trasmissioni sin dal 1974, è quindi solitamente chiusa al pubblico.